# Adrian Iencsi
Adrian Mihai Iencsi (ur. 15 marca 1975 w Piatra Neamț) – rumuński piłkarz grający na pozycji prawego lub środkowego obrońcy, obecnie trener.

## Kariera klubowa
Karierę piłkarską Iencsi rozpoczynał w klubie Ceahlăul Piatra Neamț. W 1993 roku awansował do kadry pierwszej drużyny. 16 marca 1994 roku zadebiutował w pierwszej lidze rumuńskiej w przegranym 1:3 wyjazdowym meczu z Interem Sibiu. W 1995 roku był wypożyczony do drugoligowej Cetatea Târgu Neamț. W Ceahlăulu Piatra Neamț grał do końca 1996 roku.
W 1997 roku Iencsi odszedł z Ceahlăulu do Rapidu Bukareszt. W latach 1999 i 2003 wywalczył dwa tytuły mistrza Rumunii. Wraz z Rapidem był też wicemistrzem kraju w latach 1998 i 2000 oraz zdobył dwa Puchary Rumunii w latach 1998 i 2002 oraz trzy Superpuchary w latach 1999, 2002 i 2003.
W 2004 roku Iencsi przeszedł do Spartaka Moskwa. W 2005 i 2006 roku dwukrotnie z rzędu wywalczył z nim wicemistrzostwo Rosji. W 2007 roku wrócił do Ceahlăulu Piatra Neamț, a latem 2007 został zawodnikiem cypryjskiego Apollonu Limassol. Jesienią 2008 grał w austriackim drugoligowym Kapfenberger SV. W 2009 roku wrócił do Rumunii i do 2010 roku występował w Rapidzie Bukareszt.
Latem 2010 roku Iencsi został zawodnikiem drugoligowej Concordii Chiajna. Na początku 2011 roku odszedł do FCM Târgu Mureș, w którym zadebiutował 28 lutego 2011 w meczu z FC Vaslui (0:2).
| Sezon   | Klub                  | Kraj    | Rozgrywki                 | Mecze | Bramki |
| ------- | --------------------- | ------- | ------------------------- | ----- | ------ |
| 1993/94 | Ceahlăul Piatra Neamț | Rumunia | Divizia A                 | 2     | 0      |
| 1994/95 | Ceahlăul Piatra Neamț | Rumunia | Divizia A                 | 2     | 0      |
| 1994/95 | Cetatea Târgu Neamț   | Rumunia | Divizia B                 | 17    | 1      |
| 1995/96 | Ceahlăul Piatra Neamț | Rumunia | Divizia A                 | 22    | 1      |
| 1996/97 | Ceahlăul Piatra Neamț | Rumunia | Divizia A                 | 17    | 1      |
| 1996/97 | Rapid Bukareszt       | Rumunia | Divizia A                 | 16    | 0      |
| 1997/98 | Rapid Bukareszt       | Rumunia | Divizia A                 | 29    | 2      |
| 1998/99 | Rapid Bukareszt       | Rumunia | Divizia A                 | 26    | 3      |
| 1999/00 | Rapid Bukareszt       | Rumunia | Divizia A                 | 26    | 5      |
| 2000/01 | Rapid Bukareszt       | Rumunia | Divizia A                 | 27    | 1      |
| 2001/02 | Rapid Bukareszt       | Rumunia | Divizia A                 | 27    | 5      |
| 2002/03 | Rapid Bukareszt       | Rumunia | Divizia A                 | 27    | 4      |
| 2003/04 | Rapid Bukareszt       | Rumunia | Divizia A                 | 13    | 2      |
| 2004    | Spartak Moskwa        | Rosja   | Priemjer-Liga             | 17    | 1      |
| 2005    | Spartak Moskwa        | Rosja   | Priemjer-Liga             | 13    | 1      |
| 2006    | Spartak Moskwa        | Rosja   | Priemjer-Liga             | 7     | 0      |
| 2006/07 | Ceahlăul Piatra Neamț | Rumunia | Liga I                    | 10    | 1      |
| 2007/08 | Apollon Limassol      | Cypr    | Protathlima A’ Kategorias | 21    | 1      |
| 2008/09 | Kapfenberger SV       | Austria | Erste Liga                | 4     | 0      |
| 2008/09 | Rapid Bukareszt       | Rumunia | Liga I                    | 0     | 0      |
| 2009/10 | Rapid Bukareszt       | Rumunia | Liga I                    | 22    | 2      |
| 2010/11 | Concordia Chiajna     | Rumunia | Liga II                   | 14    | 0      |
| 2010/11 | FCM Târgu Mureș       | Rumunia | Liga I                    | 14    | 1      |
| 2011/12 | FCM Târgu Mureș       | Rumunia | Liga I                    |       |        |

## Kariera reprezentacyjna
W reprezentacji Rumunii Iencsi zadebiutował 15 listopada 2000 roku w wygranym 2:1 towarzyskim meczu z Jugosławią. W swojej karierze grał w eliminacjach do MŚ 2002, Euro 2004 i MŚ 2006. Od 2000 do 2006 roku rozegrał w kadrze narodowej 32 mecze i strzelił 1 gola.